# Henningsvaer
Henningsvær è un villaggio di pescatori nelle Isole Lofoten, in Norvegia. È parte della municipalità di Vågan, nella contea di Nordland, ed è una delle più rinomate località turistiche delle Isole Lofoten. Il centro abitato è dislocato su di un gruppo di isolotti ai piedi di una falesia a strapiombo sul mare, a poca distanza dalla costa meridionale dell'isola di Austvågøya. Per la precisione, Henningsvær si sviluppa principalmente sulle isole di Heimøya and Hellandsøya, collegate fra loro e alla terraferma da ponti. Il villaggio dista circa 20 chilometri a sudest della cittadina di Svolvær.
Nel 2018 il villaggio aveva una popolazione di 510 abitanti, distribuiti in un territorio di appena 0,3 km². 

## Il nome
La prima parte del nome (Henning) è un nome maschile, la seconda parte (vær) significa "villaggio di pescatori". Questo toponimo è stato utilizzato per la prima volta in documenti risalenti al 1567.

## Il campo da calcio

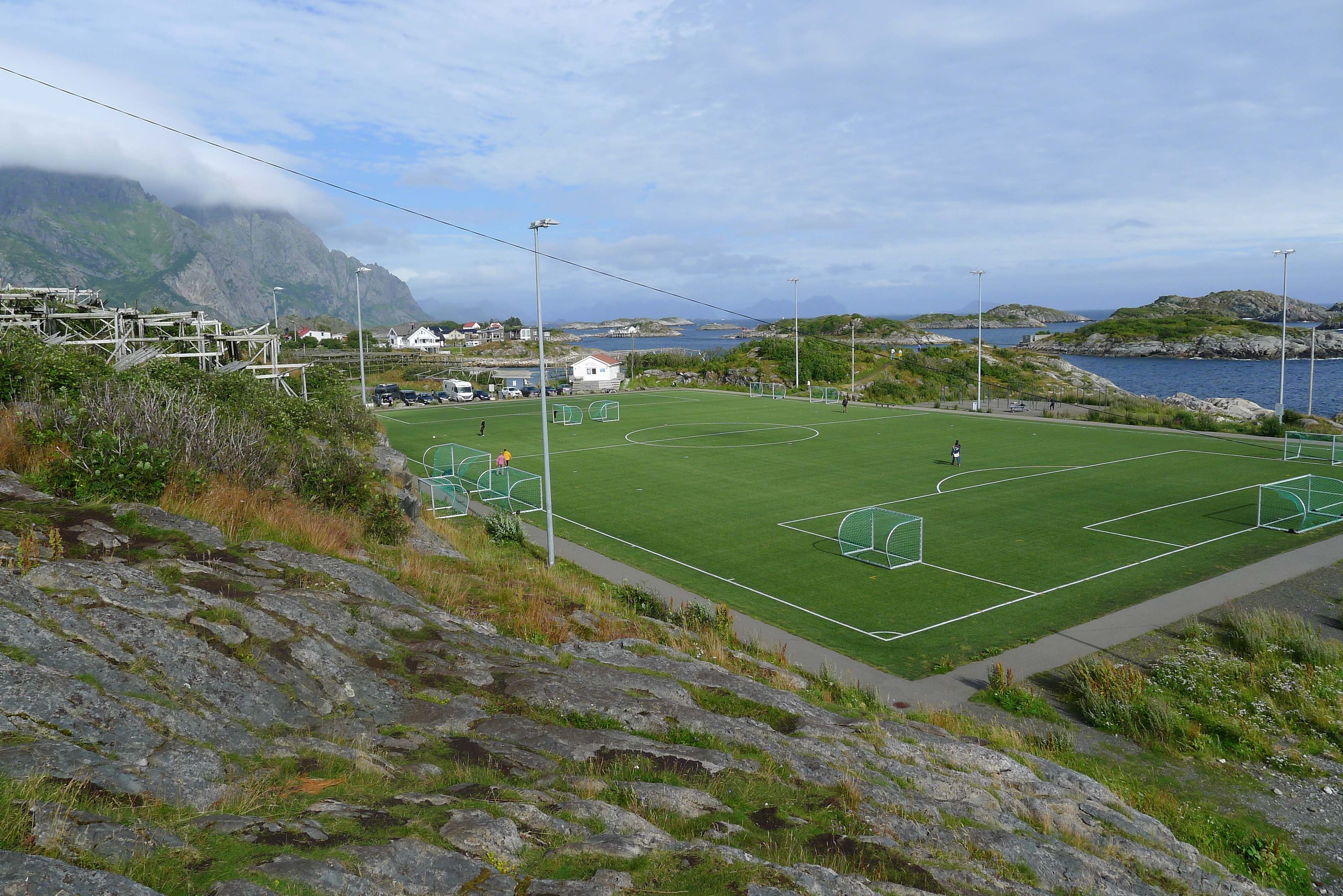

A partire dagli anni 2000, con la diffusione delle fotografie aeree scattate grazie ai droni, l'Henningsvaer Fotballbanen ("campo da calcio di Henningsvaer", in Italiano) ha ottenuto notorietà in tutto il mondo. Visto dall'alto infatti il campo da gioco ha un aspetto singolare e molto scenografico, incastonato com'è fra le rocce in mezzo al mare e circondato da pali per l'essicazione dello stoccafisso. La UEFA ha girato qui il video We Play Strong con Liv Cooke. Il campo è gestito dall'Henningsvaer IL football club.

## Galleria d'immagini

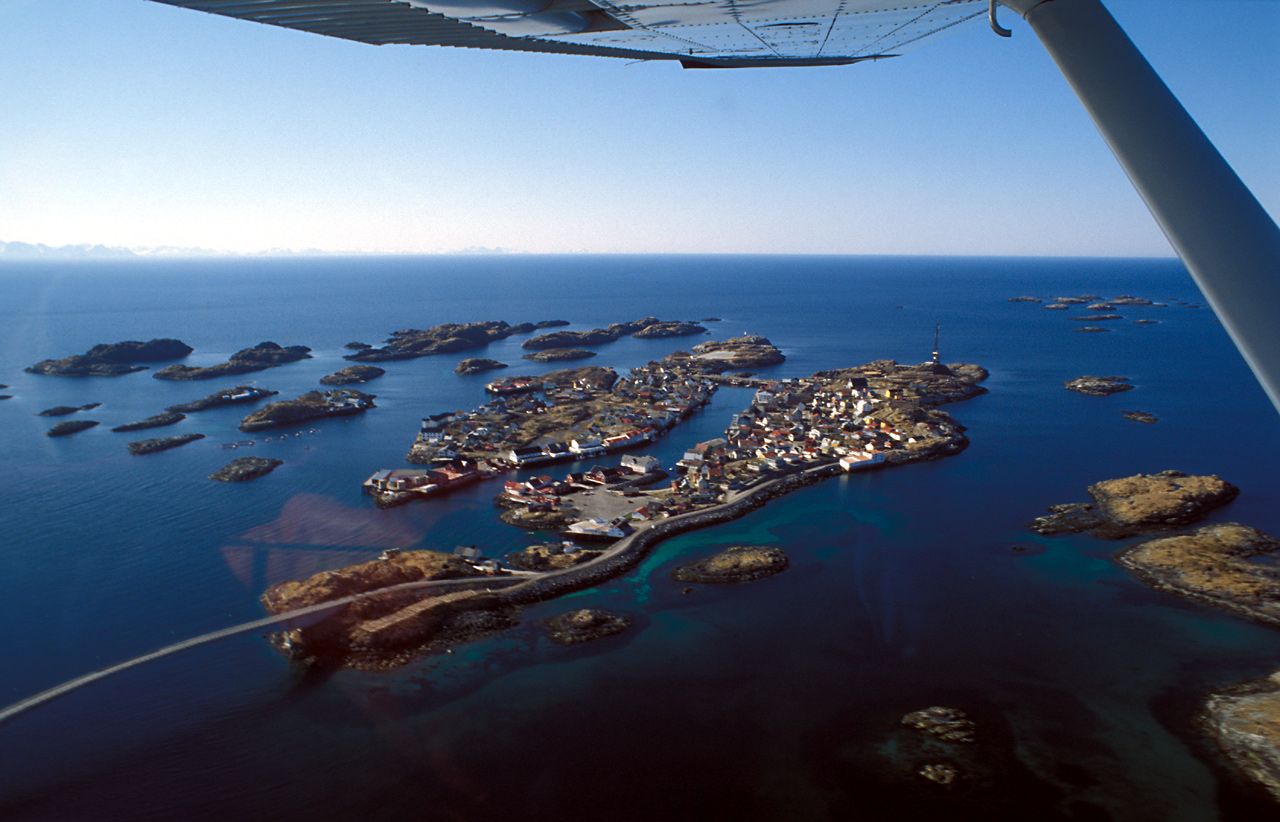
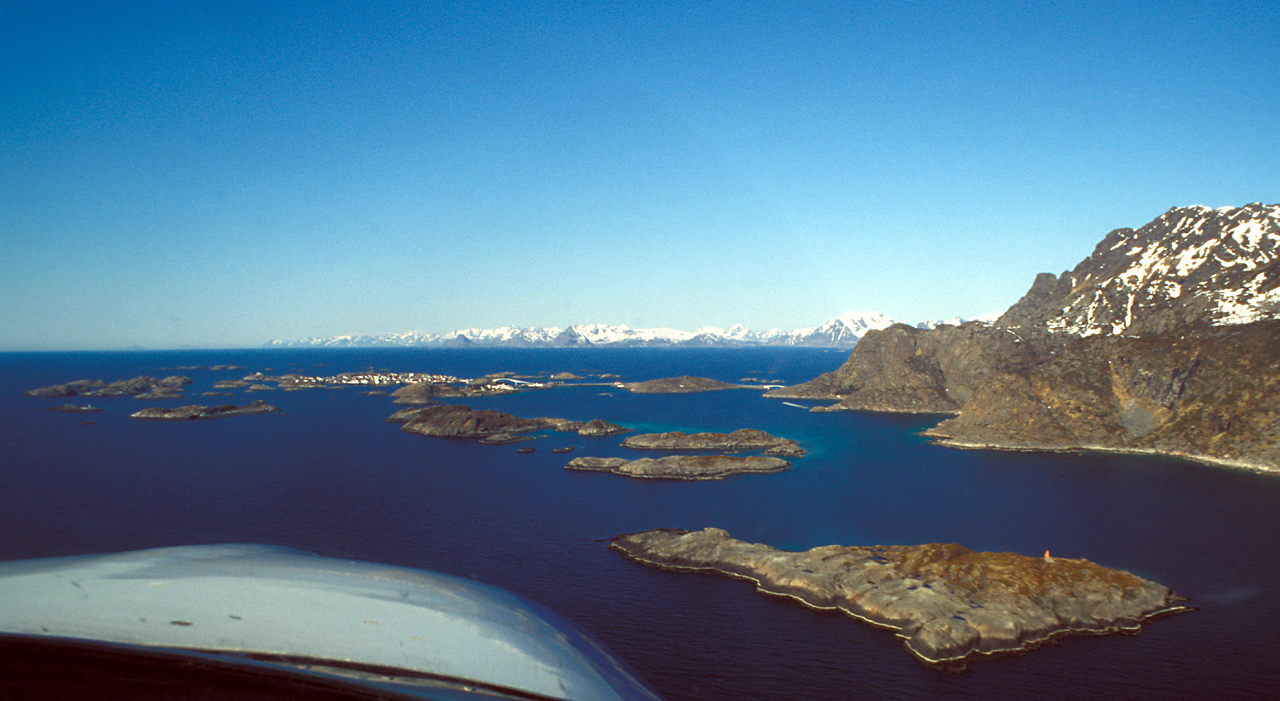
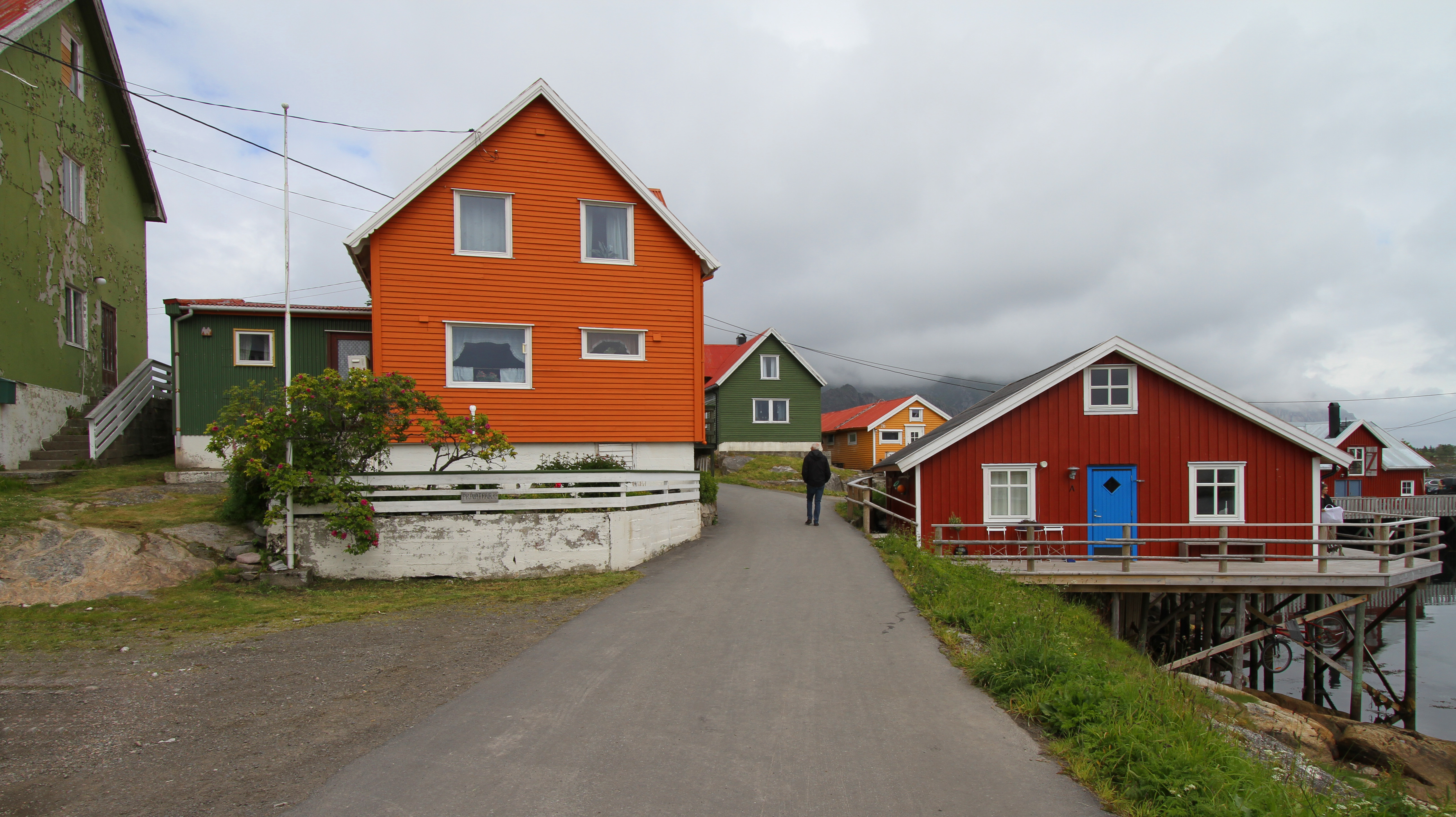
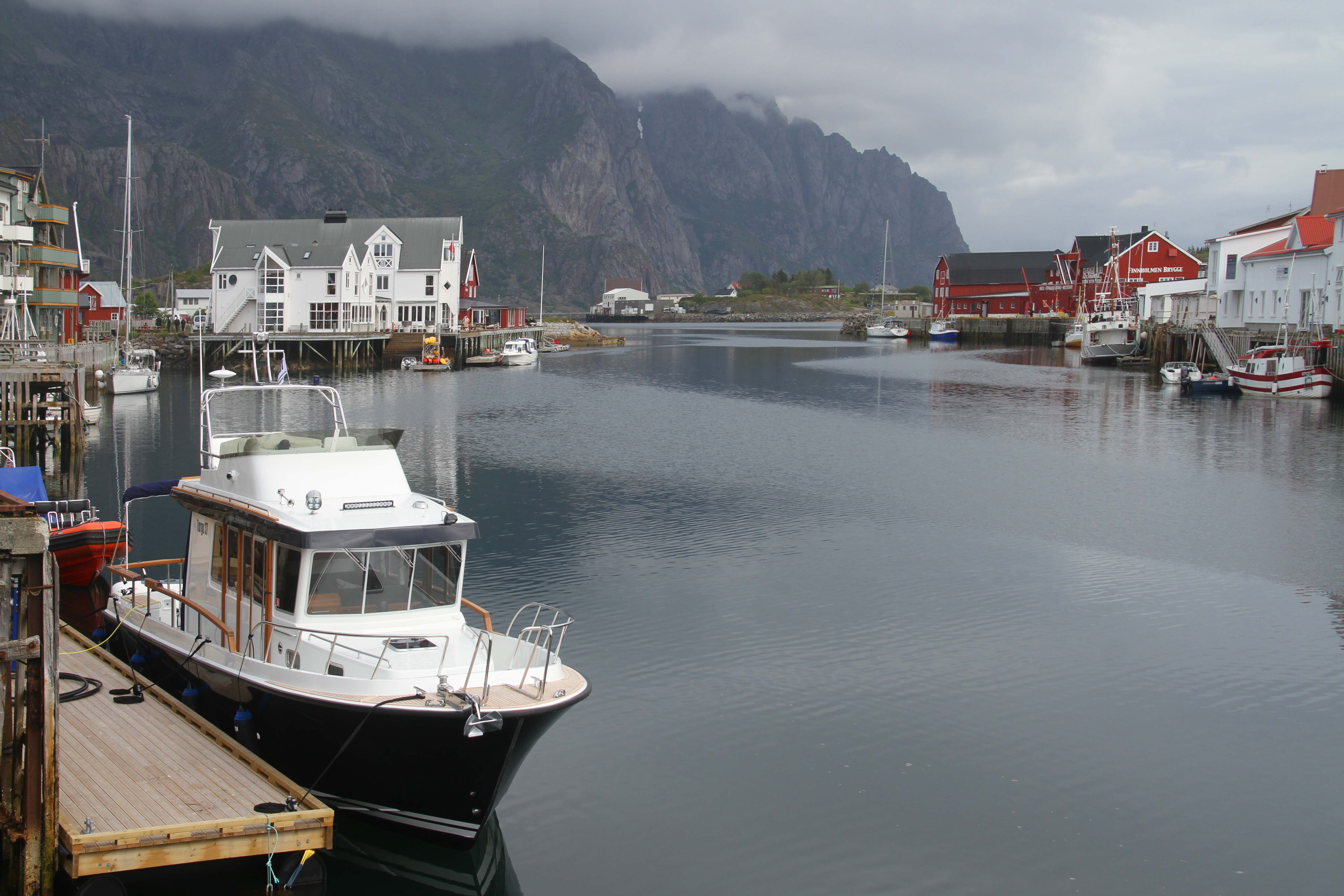
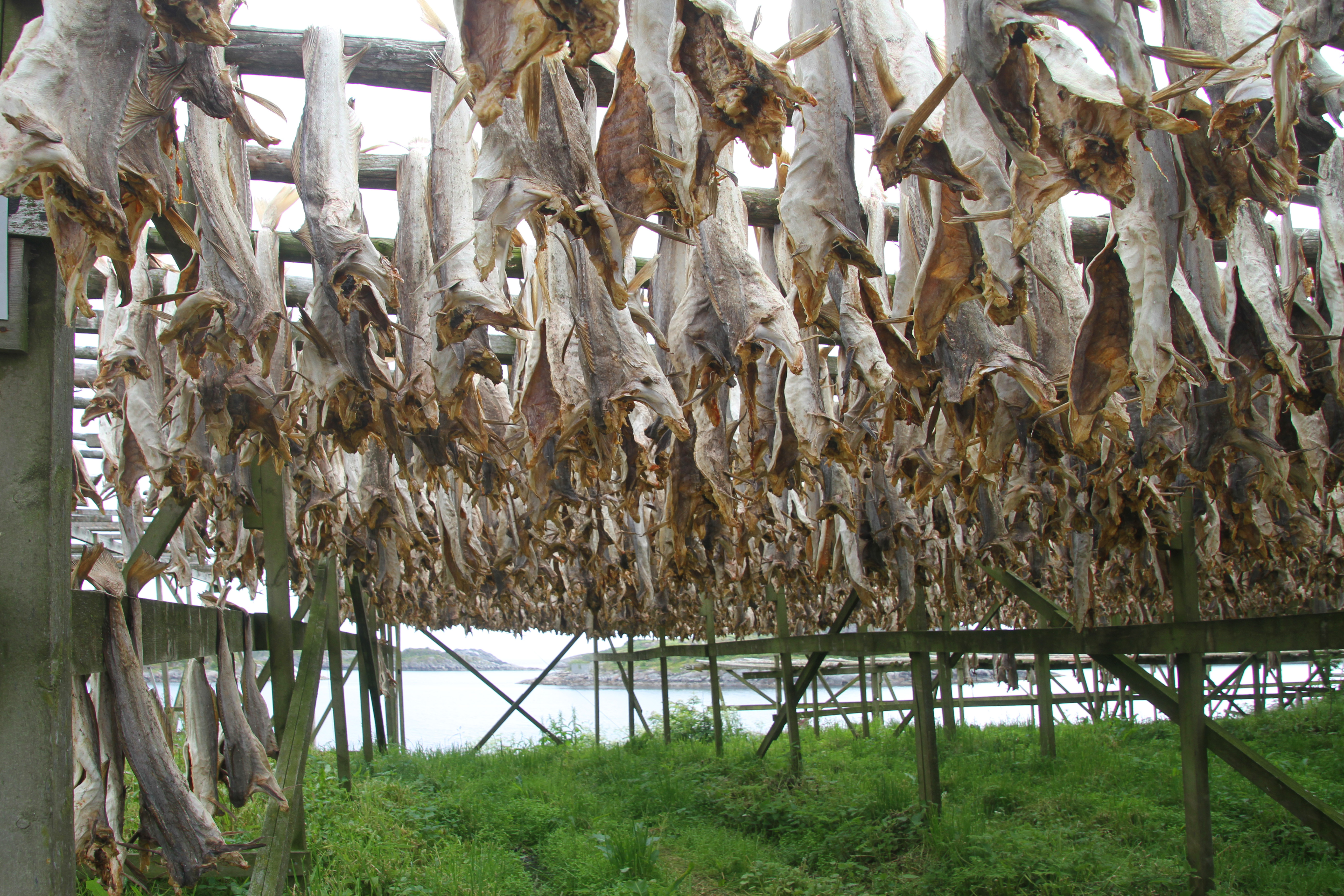
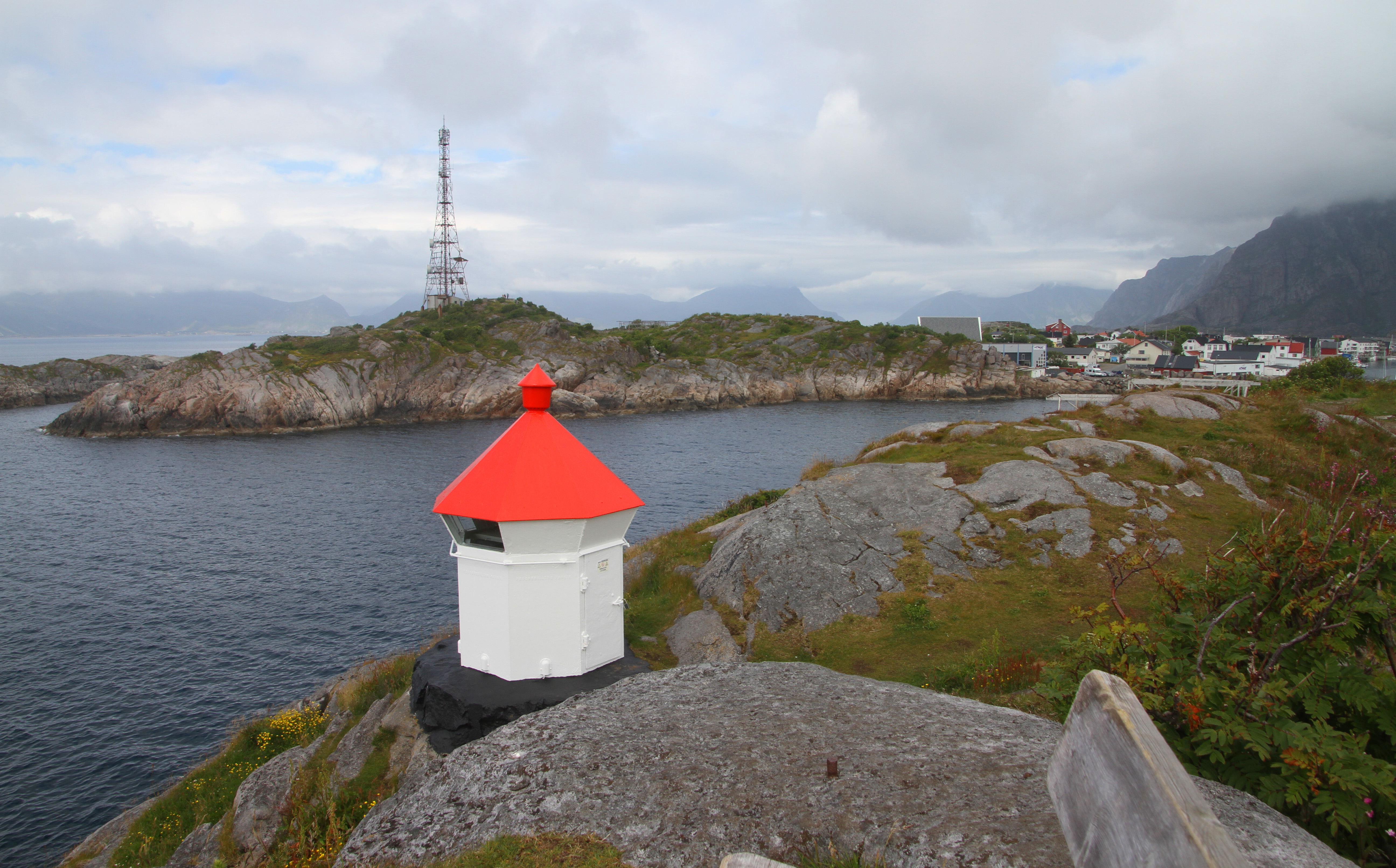